# Valle de Riscó
Valle de Riscó es un corregimiento del distrito de Almirante en la provincia de Bocas del Toro, República de Panamá. La localidad tiene 4.187 habitantes (2010).
En la comunidad hay una escuela y servicios médicos. Para llegar se tiene que manejar desde Almirante, pasando por altas montañas y curvas peligrosas.